# Mizuiro girlfriend
Mizuiro girlfriend (水色ガールフレンド?, Mizuiro gārufurendo) è il quindicesimo singolo della rock band visual kei giapponese Plastic Tree. È stato pubblicato il 1º ottobre 2003 dall'etichetta major Universal Music, per la quale questo è il primo lavoro del gruppo.

## Tracce
Dopo il titolo è indicata fra parentesi "()" la grafia originale del titolo.
1. Mizuiro girlfriend (水色ガールフレンド?) - 4:01 (Ryūtarō Arimura)
2. lilac (lilac?) - 5:03 (Akira Nakayama)

## Altre presenze
- Mizuiro Girlfriend:
  - 22/10/2003 - Shiro chronicle
  - 26/10/2005 - Best Album
- lilac:
  - 26/10/2005 - Best Album
  - 05/09/2007 - B men gahō

## Formazione
- Ryūtarō Arimura - voce e seconda chitarra
- Akira Nakayama - chitarra e cori
- Tadashi Hasegawa - basso e cori
- Hiroshi Sasabuchi - batteria